# Elixane Lechemia
Elixane Lechemia (Villeurbanne, 3 september 1991) is een tennisspeelster uit Frankrijk. Zij begon op achtjarige leeftijd met het spelen van tennis. Haar favoriete ondergrond is hardcourt. Zij speelt linkshandig en heeft een tweehandige backhand. Zij is actief in het internationale tennis sinds 2007.

## Loopbaan
In 2007 debuteerde Lechemia op het ITF-toernooi van Limoges (Frankrijk). In 2009 won zij haar eerste ITF-titel, op het toernooi van Espinho, in het vrouwendubbelspel met Caroline Garcia.
Lechemia speelde jarenlang op het Franse "Circuit national des grands tournois" (CNGT), waar men wel prijzengeld verdient maar geen WTA-ranglijstpunten kan behalen. In 2014 vertrok zij naar de Verenigde Staten voor een tweejarige studie aan de University of South Carolina – daar speelde zij in het universiteitsteam. In december 2015 kwam zij terug naar Europa, om wederom te proberen zich voor een grandslamtoernooi te kwalificeren.
In 2019 kreeg zij samen met Estelle Cascino een wildcard voor Roland Garros, waarmee zij haar eerste grandslamwedstrijd speelde.
In 2021 won Lechemia haar eerste WTA-titel, op het dubbelspeltoernooi van Bogota, samen met de Amerikaanse Ingrid Neel. Toen dit koppel een week later ook nog de halve finale bereikte van het Musc Health Women's Open in Charleston, trad zij toe tot de top 100 van de wereldranglijst in het dubbelspel.
In 2023 won Lechemia haar tweede WTA-titel, op het dubbelspeltoernooi van Kozerki, samen met de Poolse Katarzyna Kawa.

## Courtsiders
In de zomer van 2018 plaatste Lechemia een tweet met een kort filmpje dat zogenoemde "courtsiders" toont. Dit zijn mensen die de score aan online gokprogramma's doorgeven, nog voordat de scheidsrechter de officiële score heeft bijgehouden en die score openbaar wordt.

## Posities op deWTA-ranglijst
Positie per einde seizoen:
| jaar | rang enkelspel | rang dubbelspel |
| ---- | -------------- | --------------- |
| 2008 | 856            | –               |
| 2009 | 574            | 627             |
| 2010 | 455            | 446             |
| 2011 | 442            | 406             |
| 2012 | 595            | 521             |
| 2015 | 695            | –               |
| 2016 | 370            | 741             |
| 2017 | 435            | 520             |
| 2018 | 586            | 271             |
| 2019 | 939            | 121             |
| 2020 | 980            | 128             |
| 2021 | –              | 82              |
| 2022 | –              | 158             |
| 2023 | –              | 95              |

## Resultaten grandslamtoernooien
| Legenda | Legenda                          |
| ------- | -------------------------------- |
| g.t.    | geen toernooi gehouden           |
| l.c.    | lagere categorie                 |
| –       | niet deelgenomen                 |
| G       | uitgeschakeld in de groepsfase   |
| 1R      | uitgeschakeld in de eerste ronde |
| 2R      | uitgeschakeld in de tweede ronde |
| 3R      | uitgeschakeld in de derde ronde  |
| 4R      | uitgeschakeld in de vierde ronde |
| KF      | uitgeschakeld in de kwartfinale  |
| HF      | uitgeschakeld in de halve finale |
| F       | de finale verloren               |
| W       | het toernooi gewonnen            |
| w-v     | winst/verlies-balans             |

### Enkelspel
geen deelname

### Vrouwendubbelspel
| toernooi        | 2019 | 2020 | 2021 | 2022 | 2023 | 2024 |
| --------------- | ---- | ---- | ---- | ---- | ---- | ---- |
| Australian Open | –    | –    | –    | 1R   | –    | 3R   |
| Roland Garros   | 1R   | 1R   | 1R   | 1R   | 1R   |      |
| Wimbledon       | –    | g.t. | 2R   | 1R   | –    |      |
| US Open         | –    | –    | 2R   | –    | –    |      |

### Gemengd dubbelspel
| toernooi        | 2022 | 2023 |
| --------------- | ---- | ---- |
| Australian Open | –    | –    |
| Roland Garros   | 1R   | 2R   |
| Wimbledon       | –    | –    |
| US Open         | –    | –    |

## Palmares
| Legenda                 |
| ----------------------- |
| Grandslamtoernooi       |
| Olympische Spelen       |
| Year-End Championships  |
| Premier Mandatory       |
| Premier Five / WTA 1000 |
| Premier / WTA 500       |
| International / WTA 250 |
| Challenger / WTA 125    |

### WTA-finaleplaatsen enkelspel
geen

### WTA-finaleplaatsen vrouwendubbelspel
| nr.              | finale     | toernooi       | ondergrond | partner                    | tegenstandsters                       | score            |         |
| ---------------- | ---------- | -------------- | ---------- | -------------------------- | ------------------------------------- | ---------------- | ------- |
| gewonnen finales |            |                |            |                            |                                       |                  |         |
| 1.               | 2021-04-11 | WTA Bogota     | gravel     | Ingrid Neel                | Mihaela Buzărnescu Anna-Lena Friedsam | 6-3, 6-4         | details |
| 2.               | 2023-08-11 | WTA Kozerki    | hardcourt  | Katarzyna Kawa             | Naiktha Bains Maia Lumsden            | 6-3, 6-4         | details |
| verloren finales |            |                |            |                            |                                       |                  |         |
| 1.               | 2022-11-26 | WTA Montevideo | gravel     | Quinn Gleason              | Ingrid Gamarra Martins Luisa Stefani  | 5-7, 7-6, [6-10] | details |
| 2.               | 2023-08-07 | WTA Praag      | hardcourt  | Quinn Gleason              | Nao Hibino Oksana Kalasjnikova        | 7-6, 5-7, [3-10] | details |
| 3.               | 2023-09-10 | WTA Bari       | gravel     | Valentini Grammatikopoulou | Katarzyna Kawa Anna Sisková           | 1-6, 2-6         | details |
| 4.               | 2024-05-18 | WTA Parma      | gravel     | Ingrid Gamarra Martins     | Anna Danilina Irina Chromatsjova      | 1-6, 2-6         | details |
| 5.               | 2025-04-05 | WTA Antalya    | gravel     | Alicia Barnett             | Anna Bondár Simona Waltert            | 5-7, 6-2, [6-10] | details |
| 6.               | 2025-06-06 | WTA Birmingham | gras       | Alicia Barnett             | Destanee Aiava Cristina Bucșa         | 4-6, 2-6         | details |